# Морозовица
Морозовица — деревня в Великоустюгском районе Вологодской области. Административный центр Трегубовского сельского поселения и Трегубовского сельсовета. Расположено к востоку от федеральной автодороги А123, на левом берегу Шарденьги.
Расстояние до районного центра Великого Устюга по автодороге — 15 км. Ближайшие населённые пункты — Пестово, Барсуково, Каликино.
По переписи 2002 года население — 879 человек (433 мужчины, 446 женщин). Всё население — русские.
В Морозовице расположены памятники архитектуры Жилой деревянный дом А. С. Козулина и Троицкая (Спасская) церковь, близ деревни на пустоши Пухово — Церковь Иоанна Устюжского (Святого Духа).
Неподалёку, на месте древнего города Гледен, стоит Троице-Гледенский монастырь. Село возникло в 1440 году, через два года после уничтожения Гледена, и приняло часть его жителей.